# Währing (Wiener Bezirksteil)
Währing ist eine ehemals selbstständige Gemeinde und heute ein Stadtteil Wiens im gleichnamigen 18. Wiener Gemeindebezirk Währing sowie eine der 89 Wiener Katastralgemeinden. Ein kleiner Teil von Währing liegt im 19. Wiener Gemeindebezirk Döbling.

## Geographie

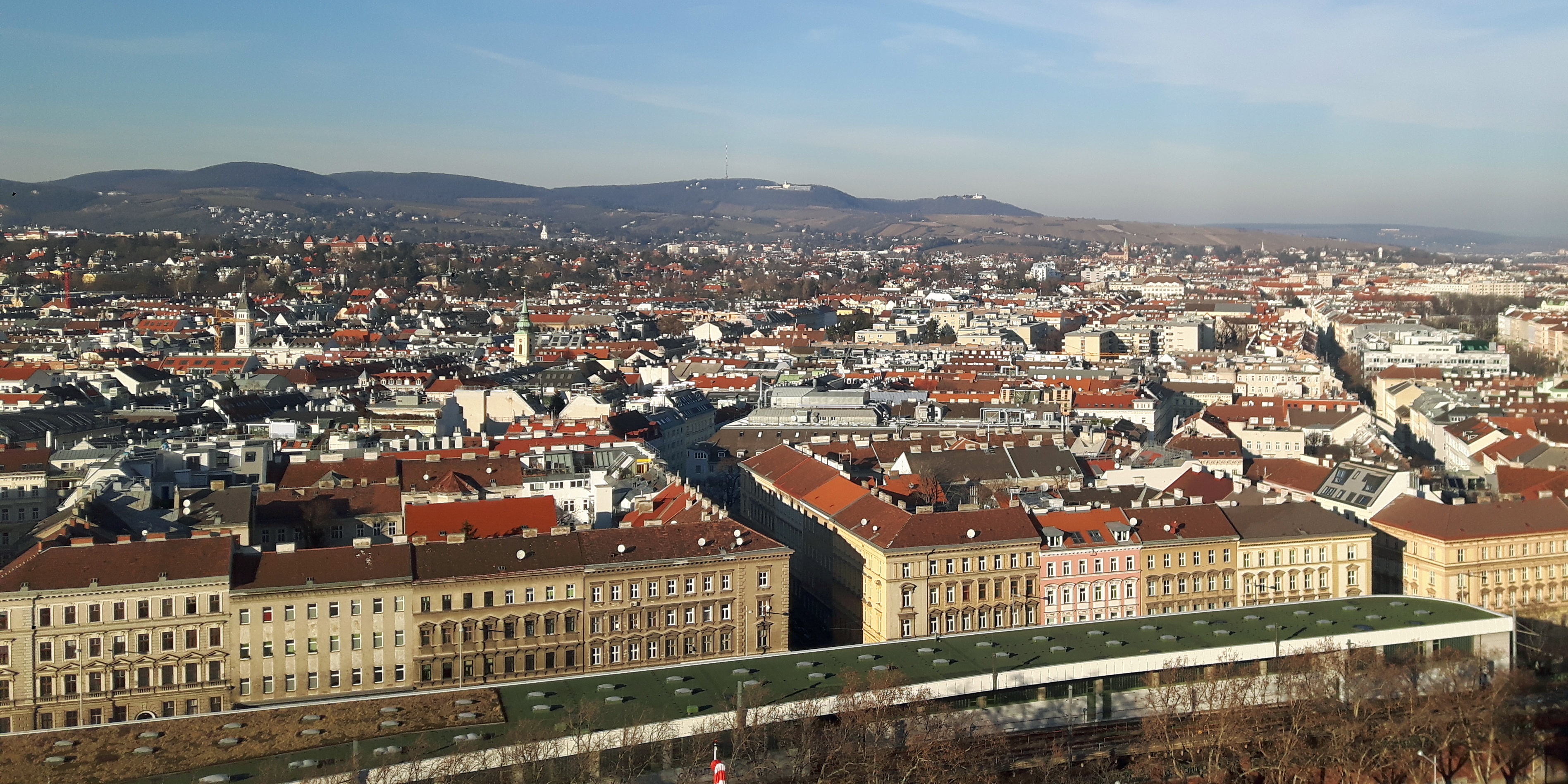
Blick über den Stadtteil Währing

242,64 ha von Währing liegen im Osten des 18. Gemeindebezirks, 11 ha im Süden des 19. Gemeindebezirks. Die Katastralgemeinde erstreckt sich insgesamt über eine Fläche von 253,64 ha. Währing grenzt im Norden an Sievering und Oberdöbling, im Osten an den Gemeindebezirk Alsergrund, im Süden an Hernals und im Westen an Gersthof, Weinhaus und Pötzleinsdorf.
Die städtebauliche Hauptachse des Bezirksteils bildet die Währinger Straße. Sie verläuft hier in einem gegen Westen hin ansteigenden, vom Währingerbach gebildeten Tal. Währing erstreckt sich beiderseits dieses Tals, Richtung Süden auf den Ganserlberg und Richtung Nordwesten auf die Anhöhe der Türkenschanze ansteigend. Der Süden Währings ist ein dicht verbautes Wohngebiet, während der Norden von der Villengegend des Cottageviertels und den großen Grünanlagen Sternwartepark, Türkenschanzpark und Währinger Park geprägt ist.
Der Bereich um den Gertrudplatz, aber auch die historistisch geprägten Viertel zwischen Aumannplatz und Lazaristenkirche sowie entlang der Edelhofgasse sind von der Stadt Wien als Schutzzone ausgewiesen.

## Namensgebung
Währing wurde erstmals etwa 1170 als Warich urkundlich genannt. Über die Herkunft des Namens gibt es nur Vermutungen. Möglicherweise ist er slawischen (var für warme Quelle, bzw. Varica für dunkler Bach) oder germanischen Ursprungs (werich für Tagwerk, d. h. ein Feld in einer Größe, wie es ein Mann an einem Tag bearbeiten kann), womöglich aber leitet er sich auch von Werigand, dem ersten Abt des Klosters Michaelbeuern im Land Salzburg, ab.

## Geschichte
Die Kapelle und der „Hof zu Währing“ (auch Berghof oder Freihof genannt) bildeten den ältesten Kern Währings. Das älteste Wohngebäude war der Hof zu Währing (heute Währinger Straße 91–93), in dem sich der Sitz der michaelbeurischen Gutsverwaltung befand. Die Kapelle zur heiligen Gertrud wird erstmals 1226 erwähnt.
Der Ort entwickelte sich entlang des Währingerbaches als typisches Straßendorf. Als Matthias Corvinus 1485 Wien eroberte, schlug er sein Lager in Währing auf. Die Zeit davor brachte großes Elend, da Söldnerbanden plündernd durch das Gebiet zogen. Eine Schule in Währing wurde erstmals 1529 erwähnt, das Schulgeld für den Lehrer wurde von den Eltern bezahlt. Auf Grund seines geringen Gehalts war der Lehrer aber zugleich Mesner, Glöckner, Organist und Knecht des Pfarrers. Nachdem die Schule während der Zweiten Wiener Türkenbelagerung zerstört worden war, existierte bis 1750 keine Schule. Im 16. und 17. Jahrhundert wütete hier die Pest, dennoch entwickelte sich der Ort weiter. 1582 gab es bereits 42 Häuser, zwei ausgebaute Wege führten nach Wien und Döbling. 1683 wurde Währing bei der Zweiten Wiener Türkenbelagerung völlig zerstört, die Weingärten wurden vernichtet. Viele Bewohner wurden getötet oder als Sklaven verschleppt.
Es dauerte bis zum Jahr 1750, dass Währing wieder dieselbe Größe wie im Jahr 1582 erreichte. Danach begann der Ort rasch zu wachsen. Zu Beginn des 19. Jahrhunderts ging der Weinbau zurück, der Ackerbau nahm zu. Gleichzeitig stieg auch die Einwohnerzahl. 1833 gab es bereits 150 Häuser mit 2578 Einwohnern. Die starke Verschmutzung des Währingerbaches und das Fehlen einer Kanalisation führten 1831 zum Ausbruch der Cholera.
Im 19. Jahrhundert entwickelte sich Währing zur Sommerfrische für reiche Wiener, was den Charakter des Ortes veränderte. Häuser wurden ausgebaut und aufgestockt, Nutzgärten zu Ziergärten umgewandelt. Adolf Schmidl charakterisierte 1835 in seinem Wanderführer Wien’s Umgebungen auf zwanzig Stunden im Umkreise den noch ländlichen Vorort Wiens und seine Bewohner wie folgt:
Währing ist seitdem so blühend geworden, daß es mehr einem kleinen Landstädtchen ähnlich sieht als einem Dorfe. Es zählt 150 Häuser, 2578 Einwohner und enthält viele stattliche, solide Gebäude, eine Wachsbleiche, Lederfabrik ec. und zahlreiche Handwerker, welche hauptsächlich für die nahe Residenz arbeiten, und da sie außer den Linien wohlfeiler leben und arbeiten können, finden sie auch ihre Rechnung. So kömmt es, daß das Dorf einem gewerbefleißigen Wohlstand ausspricht, wie wenige andere.
Nach dem Revolutionsjahr 1848 wuchs der Ort rasch weiter. Gab es 1857 200 Häuser, so waren es 1880 bereits 991 und 1890 schon 1311. Eine 1856 knapp nördlich der späteren Bezirksgrenze 18 / 19 am Währinger Spitz (19., zwischen Billrothstraße und Gymnasiumstraße nördlich der Philippovichgasse [heutige Straßennamen]) errichtete Gas Fabrik der Imperial Continental Gas Association übernahm die Versorgung Währings mit Erdgas; noch im selben Jahr begann man die ersten Straßenlaternen aufzustellen. 1870 bis 1880 wurden die wichtigsten Straßen Währings gepflastert. 1874 begann die Einwölbung des Währingerbaches zum Schutz vor Hochwasser, die bis 1886 dauerte. Zwischen 1874 und 1879 wurde auf einem 5,5 Hektar großen Gelände an der „Türkenschanze“ die Universitätssternwarte Wien errichtet, die nach dem Umzug des Instituts für Astronomie der Universität Wien am 5. Juni 1883 in Anwesenheit von Kaiser Franz Joseph I. feierlich eröffnet wurde.

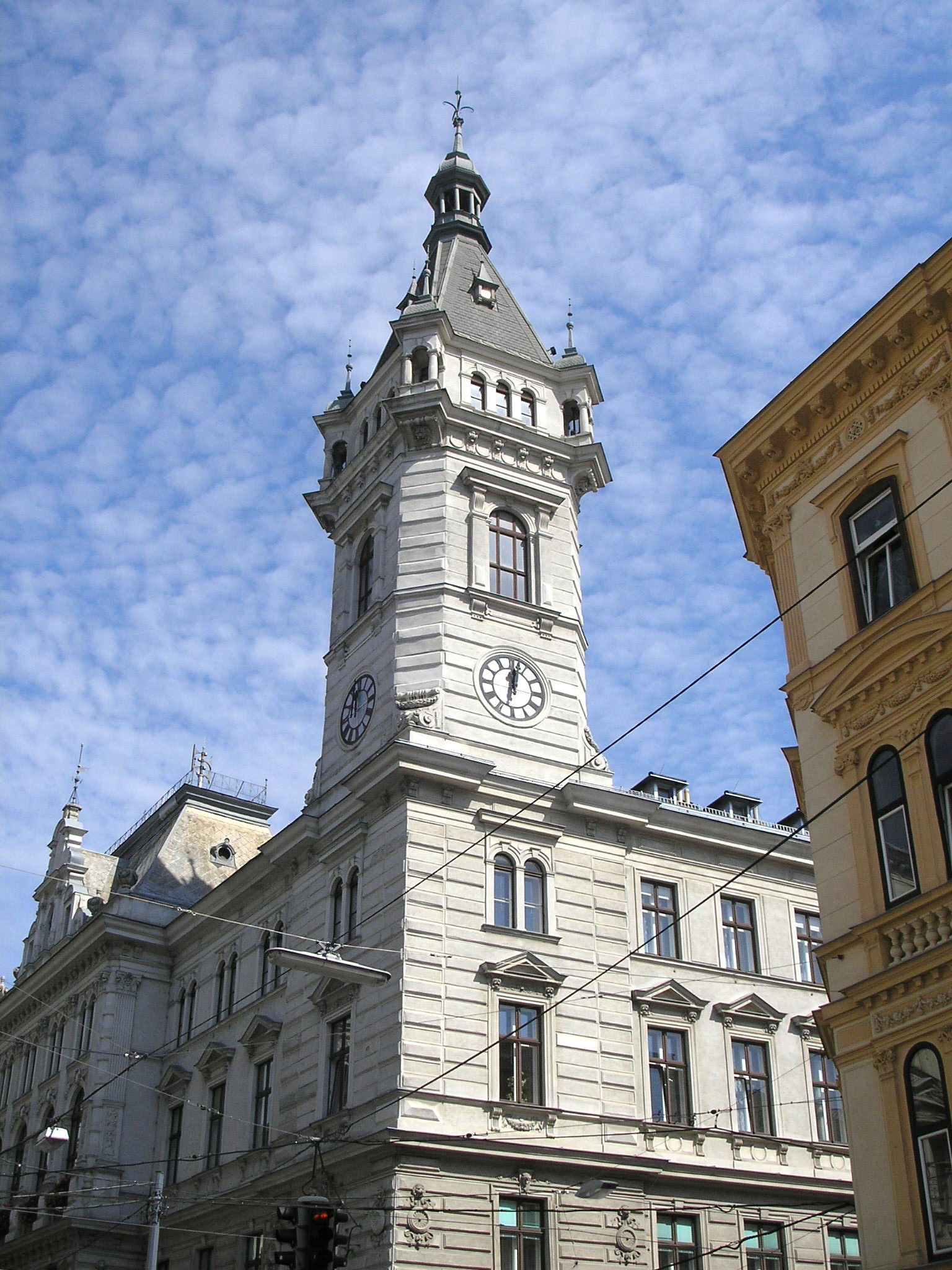
Bezirksamt Währing, geplant als Rathaus der Stadtgemeinde Währing.

Nach der Eingemeindung der Vorstädte Wiens im Jahr 1850 begann in den 1870er Jahren die Diskussion über die Eingemeindung der Vororte. Die Initiative dazu kam aus Währing. Der Rechtsanwalt Leopold Florian Meißner richtete eine Petition an den niederösterreichischen Landesausschuss, in dem er die Bildung von „Groß-Wien“ anregte. Fast alle Vororte waren jedoch gegen den Vorschlag.
1888 wünschte sich Kaiser Franz Joseph I. in seiner Rede zur Eröffnung des Währinger Türkenschanzparks die Vereinigung der Vororte mit der Stadt. Die von k.k. Ministerpräsident Eduard Taaffe unterstützte Rede erregte Aufsehen und bewog den niederösterreichischen Landtag, tätig zu werden: Das entsprechende, am 19. Dezember 1890 erlassene Landesgesetz wurde nach dem Übergangsjahr 1891 mit 1. Jänner 1892 voll wirksam und vereinte Währing, Gersthof, Pötzleinsdorf, Weinhaus, Neustift am Walde und Salmannsdorf zum 18. Wiener Gemeindebezirk, Währing. Heute gehört Neustift am Walde teilweise und Salmannsdorf vollständig zum 19. Wiener Gemeindebezirk, Döbling. Das Gebiet der ehemaligen Ortschaft Währing war dabei 2,14 km² groß und hatte 1890 61.154 Einwohner.

## Wirtschaft und Infrastruktur
Der Ort selbst lebte lange Zeit überwiegend vom Weinbau; der Wein wurde ins benachbarte Wien geliefert. Ackerbau und Viehzucht dienten fast ausschließlich der Eigenversorgung. Daneben wurden im Bereich der Türkenschanze Erde und Steine abgebaut. Durch das starke Wachstum im 19. Jahrhundert und die Nähe zu Wien nahm das Gewerbe und die Industrie aber auch in Währing einen gewissen Aufschwung. Wichtigster Industriebetrieb war die ab 1839 von Konrad Dreher errichtete Brauerei. Diese wechselte mehrmals den Besitzer, bis durch die Übernahme durch Karl Wilhelm Schwarz der Aufschwung des Betriebes begann. Gegen Ende des 19. Jahrhunderts begann sie unter der Konkurrenz der Wiener Großbrauereien zu leiden, und 1910 wurde der Betrieb eingestellt. Weitere wichtige Betriebe des 19. Jahrhunderts waren die 1847 gegründete Lederfabrik Gerlach, die Ofenfabrik Mellner und die 1884 gegründete Schuhcremefabrik von Karl Schmoll. 1991 übersiedelte das Evangelische Krankenhaus Wien in den Bezirksteil.

## Religion

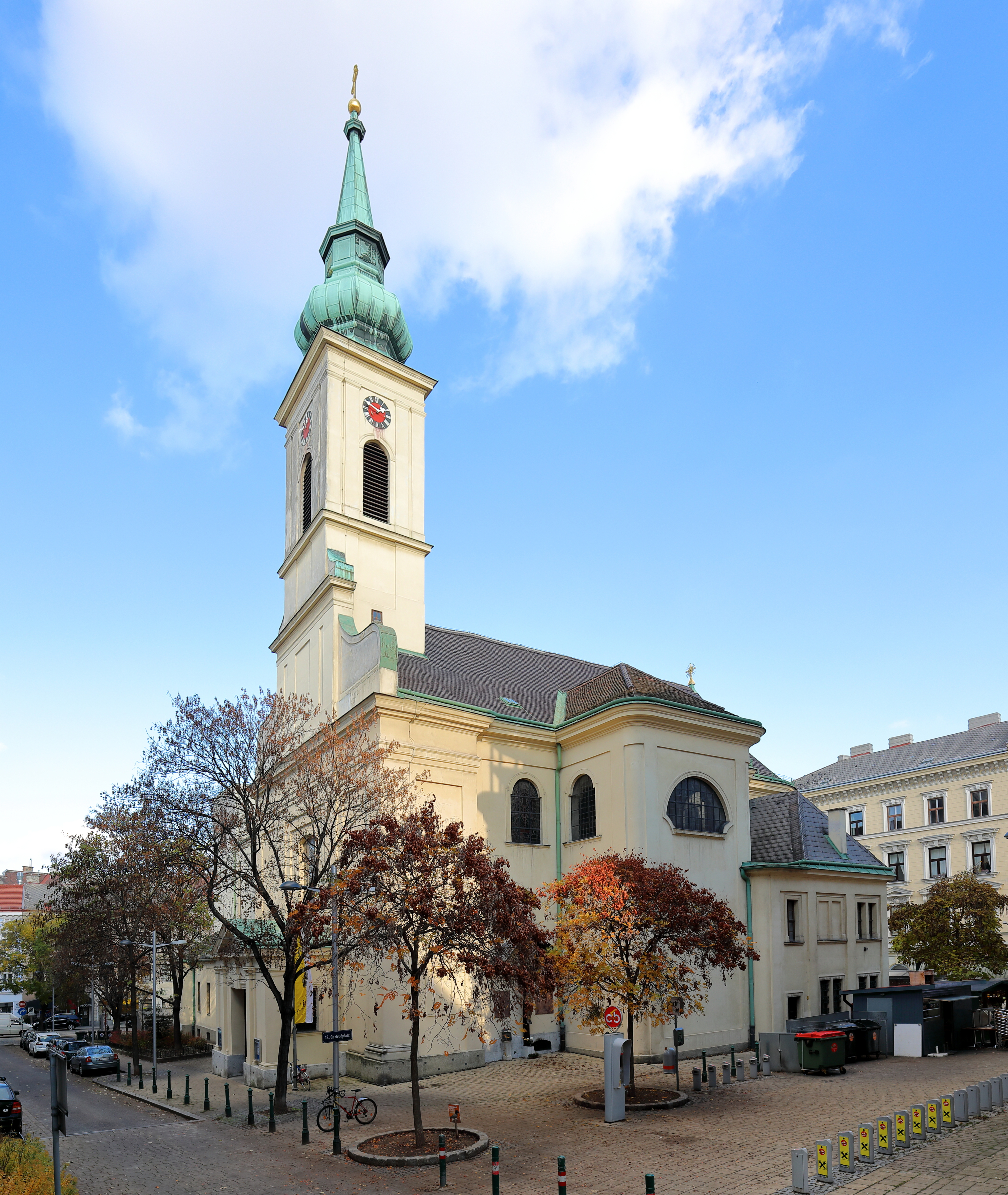
Pfarrkirche St. Gertrud

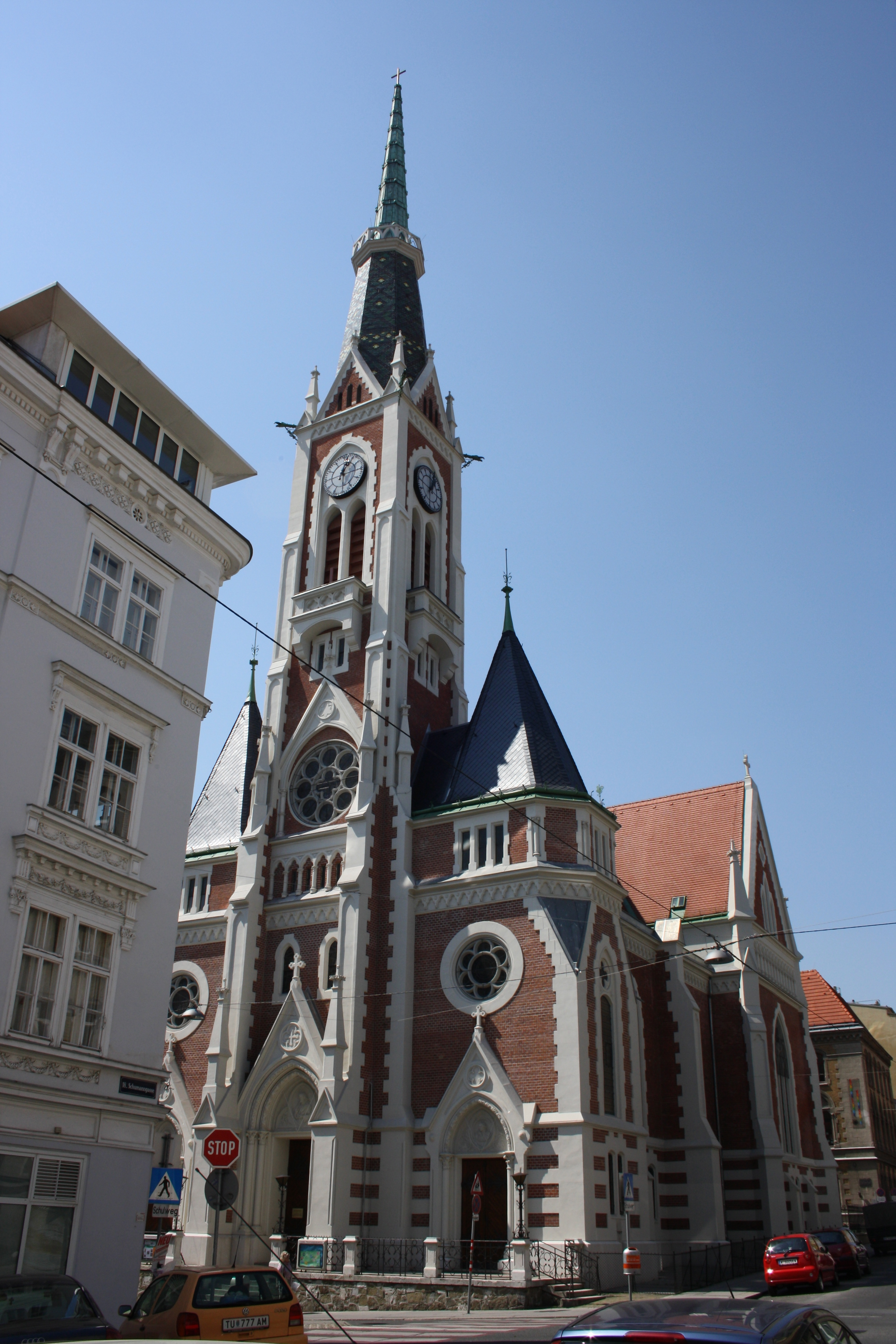
Lutherkirche

Eine Dorfkirche in Währing wurde urkundlich erstmals 1213 erwähnt, sie hatte damals aber vermutlich nur die Größe einer Kapelle. Bis 1226 gehörte sie zur Pfarre St. Stephan, danach wurde Währing zu einer eigenen Pfarre erhoben. Die Einnahmen der Pfarre wie der Zehent blieben jedoch bei St. Stephan. Die führte dazu, dass der Pfarrer meist schon nach wenigen Monaten auf ihr Amt verzichteten. Schließlich setzte der Bischof einen Verweser für die Pfarre ein. Im 16. Jahrhundert war der Protestantismus im Wiener Raum sehr verbreitet. 1568 waren von 367 Einwohnern nur noch drei katholisch. Der Trend kehrte sich erst 1628 um, als eine Anordnung des Abtes von Michaelbeuern die Menschen zur Rekatholisierung oder Auswanderung zwang. Im Jahre 1723 wurde die Pfarre Lichtental abgetrennt. Am 11. September 1753 legte Michael von Zollern (1665–1756, Zollergasse) den Grundstein für die heutige Kirche St. Gertrud. Sie wurde neben einem 1528 erbauten und 1726 renovierten Turm gebaut, welcher niedriger als die Kirche war und 1846 noch stand. Die Lazaristenkirche des Architekten Friedrich von Schmidt wurde zwischen 1876 und 1878 erbaut. Im Jahr 1898 wurde in Währing die erste evangelisch-lutherische Kirche Wiens, die einen Turm und Glocken hatte, als „Evangelische Kaiser Franz-Josephs-Jubiläumskirche“, die heutige „Lutherkirche“ in der Martinstraße, errichtet.

## Persönlichkeiten

### Söhne und Töchter
- Karl Badstieber (1875–1942), Architekt
- Emil Karl Blümml (1881–1925), Volksliedforscher und Musikschriftsteller
- Ernst Krenek (1900–1991), Komponist
- Leopold Schrödl (1841–1908), Bildhauer

### Weitere Persönlichkeiten
- Anton Baumann (1848–1926), Politiker; geboren in Werschetz, ab 1885 Mitglied des Gemeindeausschusses des selbstständigen Orts, später Bezirksvorsteher von Währing
- Egon Friedell (1878–1938), Schriftsteller; geboren in Wien, lebte von 1910 bis zu seinem Tod in der Gentzgasse 7
- Emmerich Kálmán (1882–1953), Komponist; geboren in Siófok, lebte von 1930 bis 1939 in der Hasenauerstraße 29
- Anton Klettenhofer (1815–1897), Bürgermeister von Währing 1864–1871 und 1873–1882, Ehrenbürger, wohnte 1881 Hauptstraße 11 (Klettenhofergasse)
- Wolfgang Madjera (1868–1926), Schriftsteller; geboren in Wien, lebte von 1902 bis zu seinem Tod in der Anastasius-Grün-Gasse 25
- Arthur Schnitzler (1862–1931), Erzähler und Dramatiker; geboren in Wien, lebte von 1910 bis zu seinem Tod in der Sternwartestraße 71
- Jakob Wolfer (1911–1984), evangelischer Theologe; geboren in Drohobytsch, ab 1956 erster Pfarrer der Lutherkirche